# De Vermis Mysteriis (High on Fire)
De Vermis Mysteriis è il sesto album del gruppo doom metal statunitense High on Fire.

## Tracce
1. Serums of Liao – 6:01
2. Bloody Knuckles – 4:16
3. Fertile Green – 4:45
4. Madness of an Architect – 6:57
5. Samsara – 3:42
6. Spiritual Rites – 5:08
7. King of Days – 7:09
8. De Vermis Mysteriis – 3:50
9. Romulus and Remus – 5:04
10. Warhorn – 5:27
11. Speak in Tongues (Bonus Track) – 5:46

## Formazione
- Matt Pike – voce, chitarra
- Jeff Matz – basso
- Den Kensel – batteria